# I figli della mezzanotte
I figli della mezzanotte (titolo orig. Midnight's Children) è un romanzo di Salman Rushdie del 1981, incentrato sulla transizione dell'India dallo status coloniale britannico all'indipendenza, avvenuta con la spartizione in due stati, India e Pakistan. Opera situata tra il postmoderno e il realismo magico, la storia è narrata dal suo protagonista, Saleem Sinai, nel contesto degli eventi storici, il trapasso dell'Impero Britannico nel sub-continente indiano, che hanno mutato per sempre le vite di milioni di persone, preservando nel racconto la storia reale con la realtà finzionale e sovrannaturale dei personaggi.  
Il romanzo vinse il Booker Prize e il James Tait Black Memorial Prize nel 1981; fu premiato poi col Booker of Bookers e il migliore dei vincitori del premio  nel 1993 e col Best of the Booker nel 2008 per celebrare il venticinquesimo e il quarantesimo anniversario del premio, rispettivamente. È nella classifica dei 100 libri del secolo di le Monde.
Dal romanzo fu tratto l'omonimo adattamento cinematografico del 2012.

## Trama
Il libro narra le vicende dei mille e un bambini nati il 15 agosto 1947, allo scoccare della mezzanotte: il momento, cioè, in cui l'India ha proclamato la propria indipendenza dall'Impero britannico. Tutti costoro posseggono doti straordinarie: forza erculea, capacità di diventare invisibili e di viaggiare nel tempo, bellezza soprannaturale. Ma nessuno è capace di penetrare nel cuore e nella mente degli uomini come Saleem Sinai, il protagonista che, ormai in punto di morte, racconta la propria tragicomica storia.

## Edizioni italiane
- I figli della mezzanotte, traduzione di Ettore Capriolo, Collana Narratori moderni, Garzanti, Milano, marzo 1984; Milano, CDE, 1984; Collana Gli elefanti, Garzanti, 1987-1998; Collana Oscar Scrittori moderni n.1812, Mondadori, 2003; Collana Oscar Classici moderni n.210, Mondadori, 2007; Collana Oscar Contemporanea, Mondadori, 2008; Collana Oscar 451, Mondadori, 2017.

## Adattamenti
Dell'opera è stato realizzato un omonimo adattamento cinematografico per la regia della regista indiana Deepa Mehta.